# Roger Arcalis

a Compétitions nationales et continentales officielles uniquement.

b Matchs officiels uniquement.
Roger Arcalis, né le 1er juin 1927 à Tarbes (Hautes-Pyrénées) et mort le 27 avril 1987 dans la même ville, est un joueur international français de rugby à XV et de rugby à XIII évoluant au poste d'arrière dans les années 1940 à 1960.
Pratiquant le rugby à XV aux Cigognes de Tarbes dans sa jeunesse, il effectue sa première saison senior à la suite de son service militaire et joue au Stade bagnérais avant de rejoindre durant trois années le C.A. Brive. Avec ce dernier, il dispute une demi-finale du Championnat de France en 1949 avec Jean Prin-Clary, Guy Augey, Roger Fargeare et Claude de Murel. Il côtoie parallèlement l'équipe de France et prend part à deux éditions du Tournoi des Cinq Nations en 1950 et 1951 succédant au poste d'arrière alors occupé par André Alvarez.
En été 1951, il est l'un des transferts marquants entre les deux codes de rugby en signant pour le club du Celtic de Paris en rugby à XIII, y côtoyant Élie Brousse et René Duffort. Il dispute avec le Celtic une demi-finale de Coupe de France en 1953 puis rejoint en 1953 le F.C. Lézignan dans l'Aude où il joue huit saisons. Avec ce dernier, il remporte le Championnat de France en 1961 et la Coupe de France en 1960, aux côtés d'Édouard Ponsinet, Claude Teisseire et des frères Gilbert et René Benausse. Barré successivement au poste d'arrière par Puig-Aubert, Jean Dop, André Carrère, André Rives et Louis Poletti, R. Arcalis ne compte aucune cape internationale en XIII.

## Biographie
Roger Laurent André Arcalis naît le 1er juin 1927 à Tarbes (Hautes-Pyrénées). Son père, Albert Arcalis (né le 12 juin 1902 à Tarbes et mort en 1942) est plombier-zingueur à la municipalité de Tarbes, et a pratiqué le rugby à XV au Stadoceste tarbais dans les années 1930, et sa mère Amélie Darras (née le 2 janvier 1902 à Ricaud et morte le 9 novembre 1990 à Carcassonne) est sans profession.
Roger Arcalis intègre dans ses jeunes années le club de rugby à XV des « Cigognes d'Alsthom de Tarbes » entraîné par l'international français Maixent Piquemal. Il effectue par la suite son service militaire à Toulouse où il rejoint leur équipe de rugby à XV et est sélectionné dans l'équipe de France militaire. Il prend également part à des rencontres régionales entre jeunes comme la sélection d'Armagnac-Bigorre en Coupe de l'avenir où il côtoie entre autres Henri Vaslin et René Brejassou.

### 1947-1951: Talent précoce devenu arrière titulaire en équipe de France de rugby à XV

#### 1947-1948: Première saison au Stade bagnérais
Lors de la saison 1947-1948, Roger Arcalis, militaire sur Toulouse, dispute des rencontres dès la rentrée avec le Stade bagnérais, tantôt centre, tantôt demi d'ouverture, avant d'être replacé au poste d'arrière. Son talent se révèle et divers clubs se renseignent sur lui. Il dispute également le Championnat de France militaire avec le 5e escadron du train de Toulouse et bat en finale l'école de santé militaire de Lyon 42-0 où R. Arcalis est cité comme l'un des meilleurs éléments.

#### 1948-1951: Passage au C.A. Brive et arrière n°1 de l'équipe de France
En 1948, le C.A. Brive par l'intermédiaire d'un coéquipier d'origine briviste lui propose une mutation pour rejoindre le club corrézien. Titularisé aussitôt au poste d'arrière, Roger Arcalis parfait son talent qui petit à petit suscite de nombreux intérêts. Il est souvent nommé comme l'un des meilleurs éléments de cette équipe briviste qui est une surprise en ce Championnat de France 1949. Le club termine en tête de sa poule H devant l'U.S. Tyrosse et le Lyon O.U. puis en phase de « pour le trois » devance le R.C. Toulon et l'A.S. Soustons. Parallèlement, R. Arcalis est cité dans les noms les plus performants du Championnat au côté de son coéquipier briviste Roger Fargearel. Qualifié pour la phase finale du Championnat de France, le C.A. Brive, après prolongations en huitièmes de finale, bat l'U.S. Montauban 8 à 3, puis en quart de finale l'A.S. Montferrand 8 à 0. En demi-finale, le club briviste est opposé au Stade montois au Parc des Sports de Bordeaux. Dans une rencontre où le vent fut de la partie, le Stade montois s'impose 8 à 0, score flatteur et mérité selon la presse. R. Arcalis réalise pour sa part une grande partie mais comme ses coéquipiers s'avoue vaincu.

### 1951: Vedette et arrière référence du rugby à XIII français

#### 1951-1953: Roger Arcalis, grand nom du club parisien du Celtic de Paris
Nouveau titulaire du poste d'arrière de l'équipe de France de rugby à XV, Roger Arcalis attise les convoitises de l'autre code de rugby : le rugby à XIII. Annoncé à l'U.S. Lyon Villeurbanne, il décide finalement de rejoindre la capitale et le nouveau club créé par Maurice Tardy le Celtic de Paris. Son annonce est concomitante à la signature dans le club parisien du basketteur international français Marc Quiblier. Il décline ainsi une proposition du Stadoceste tarbais qui lui propose de revenir dans sa ville natale et celle de son club du C.A. Brive. Il déclare notamment ne pas pouvoir refuser une offre alléchante et que les déclarations faisant état de son départ au rugby à XIII depuis de longs mois l'ont décidé de sauter le pas et éviter le même destin de Maurice Siman, évincé de l'équipe de France quelques mois auparavant. Le C.A. Brive acte ce départ et lui souhaite par l'intermédiaire de son président, M. Lecourt, « bonne chance », au même titre qu'Ermes Tarozzi à l'U.S. Villeneuve. M. Tardy, président du Celtic, attend le retour de la sélection nationale, en tournée en Australie, pour annoncer d'autres grands noms du rugby rejoindre son club parisien et l'installer durablement ce dernier dans le paysage sportif.
Les autres joueurs rejoignant le Celtic de Paris, outre R. Arcalis et M. Quiblier, sont Raymond Jochem, René Moulis, René Duffort, Maurice Bellan et René Lasserre. R. Arcalis est également aussitôt mis dans les papiers des sélectionneurs de l'équipe de France de rugby à XIII, où il se place en premier challengeur de l'arrière Puig-Aubert, sorti vainqueur de la tournée australienne et désigné champion des champions français par le journal L'Équipe en cette année 1951.

## Palmarès

### Rugby à XV

#### Détails en sélection
| Matchs internationaux de Roger Arcalis | Matchs internationaux de Roger Arcalis | Matchs internationaux de Roger Arcalis | Matchs internationaux de Roger Arcalis | Matchs internationaux de Roger Arcalis | Matchs internationaux de Roger Arcalis | Matchs internationaux de Roger Arcalis | Matchs internationaux de Roger Arcalis | Matchs internationaux de Roger Arcalis | Matchs internationaux de Roger Arcalis | Matchs internationaux de Roger Arcalis | Matchs internationaux de Roger Arcalis |
|                                        | Date                                   | Adversaire                             | Résultat                               | Compétition                            | Poste                                  | Points                                 | Essais                                 | Pen.                                   | Drops                                  |                                        |                                        |
| -------------------------------------- | -------------------------------------- | -------------------------------------- | -------------------------------------- | -------------------------------------- | -------------------------------------- | -------------------------------------- | -------------------------------------- | -------------------------------------- | -------------------------------------- | -------------------------------------- | -------------------------------------- |
| sous les couleurs de la France         |                                        |                                        |                                        |                                        |                                        |                                        |                                        |                                        |                                        |                                        |                                        |
| 1.                                     | 14 janvier 1950                        | Écosse                                 | 5-8                                    | Cinq Nations                           | Arrière                                | -                                      | -                                      | -                                      | -                                      |                                        |                                        |
| 2.                                     | 28 janvier 1950                        | Irlande                                | 3-3                                    | Cinq Nations                           | Arrière                                | -                                      | -                                      | -                                      | -                                      |                                        |                                        |
| 3.                                     | 27 janvier 1951                        | Irlande                                | 8-9                                    | Cinq Nations                           | Arrière                                | -                                      | -                                      | -                                      | -                                      |                                        |                                        |
| 4.                                     | 24 février 1951                        | Angleterre                             | 11-3                                   | Cinq Nations                           | Arrière                                | -                                      | -                                      | -                                      | -                                      |                                        |                                        |
| 5.                                     | 7 avril 1951                           | Pays de Galles                         | 8-3                                    | Cinq Nations                           | Arrière                                | -                                      | -                                      | -                                      | -                                      |                                        |                                        |

#### Détails en club
| Saison    | Saison          | Championnat                  | Championnat    | Coupe           | Coupe       | Sélection | Sélection | Sélection | Sélection | Sélection | Sélection | Sélection |
| Saison    | Saison          | Comp.                        | Class.         | Comp.           | Class.      | Comp.     | M         | Pts       | Ess.      | Buts      | Dp.       |           |
| --------- | --------------- | ---------------------------- | -------------- | --------------- | ----------- | --------- | --------- | --------- | --------- | --------- | --------- | --------- |
| 1947-1948 | Stade bagnérais | Champ. de France 2e division |                | Coupe de France |             |           |           |           |           |           |           |           |
| 1948-1949 | C.A. Brive      | Championnat de France        | 1/2 finale     | Coupe de France | 1/32 finale |           |           |           |           |           |           |           |
| 1949-1950 | C.A. Brive      | Championnat de France        | 1/16 finale    | Coupe de France | 1/8 finale  | CN        | 2         | -         | -         | -         | -         |           |
| 1950-1951 | C.A. Brive      | Championnat de France        | Poule de trois | Coupe de France | 1/4 finale  | CN        | 3         | -         | -         | -         | -         |           |

### Rugby à XIII
- Collectif :
  - Vainqueur du Championnat de France : 1961 (Lézignan).
  - Vainqueur de la Coupe de France : 1960 (Lézignan).
  - Finaliste du Championnat de France : 1959 (Lézignan).
  - Finaliste de la Coupe de France : 1961 (Lézignan).

#### Détails en club
| Saison    | Saison          | Championnat           | Championnat | Coupe           | Coupe      |
| Saison    | Saison          | Comp.                 | Class.      | Comp.           | Class.     |
| --------- | --------------- | --------------------- | ----------- | --------------- | ---------- |
| 1951-1952 | Celtic de Paris | Championnat de France | 10e         | Coupe de France | 1/8 finale |
| 1952-1953 | Celtic de Paris | Championnat de France | 7e          | Coupe de France | 1/2 finale |
| 1953-1954 | FC Lézignan     | Championnat de France | 12e         | Coupe de France | 1/8 finale |
| 1954-1955 | FC Lézignan     | Championnat de France | 12e         | Coupe de France | 1/8 finale |
| 1955-1956 | FC Lézignan     | Championnat de France | 9e          | Coupe de France | 1/8 finale |
| 1956-1957 | FC Lézignan     | Championnat de France | 12e         | Coupe de France | 1/2 finale |
| 1957-1958 | FC Lézignan     | Championnat de France | 5e          | Coupe de France | 1/4 finale |
| 1958-1959 | FC Lézignan     | Championnat de France | Finaliste   | Coupe de France | 1/4 finale |
| 1959-1960 | FC Lézignan     | Championnat de France | 6e          | Coupe de France | Vainqueur  |
| 1960-1961 | FC Lézignan     | Championnat de France | Champion    | Coupe de France | Finaliste  |